# Luis Salas García
Luis Salas García är en ort i Mexiko.   Den ligger i kommunen Papantla och delstaten Veracruz, i den sydöstra delen av landet, 220 km nordost om huvudstaden Mexico City. Luis Salas García ligger 157 meter över havet och antalet invånare är 390.
Terrängen runt Luis Salas García är platt norrut, men söderut är den kuperad. Terrängen runt Luis Salas García sluttar österut. Runt Luis Salas García är det ganska tätbefolkat, med 179 invånare per kvadratkilometer. Närmaste större samhälle är Poza Rica de Hidalgo, 16,7 km väster om Luis Salas García. Trakten runt Luis Salas García består till största delen av jordbruksmark.